# Milionia basirubra
Milionia basirubra är en fjärilsart som beskrevs av Thierry-mieg 1905. Milionia basirubra ingår i släktet Milionia och familjen mätare. Inga underarter finns listade i Catalogue of Life.